# Sammetsmalva
Sammetsmalva (Sida cordifolia) är en malvaväxtart som beskrevs av Carl von Linné. Enligt Catalogue of Life ingår Sammetsmalva i släktet sammetsmalvor och familjen malvaväxter, men enligt Dyntaxa är tillhörigheten istället släktet sammetsmalvor och familjen malvaväxter. Arten förekommer tillfälligt i Sverige, men reproducerar sig inte.

## Underarter
Arten delas in i följande underarter:
- S. c. cordifolia
- S. c. maculata

## Bildgalleri

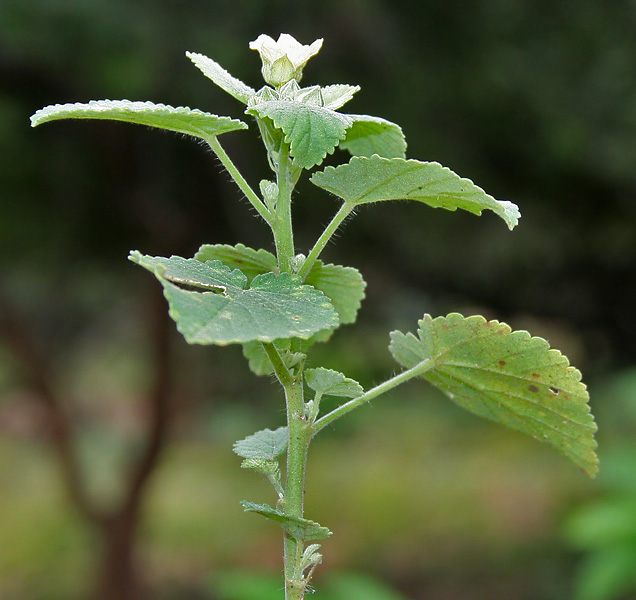